# Eredivisie (mannenhandbal) 2009/10
De AfAB Eredivisie is de hoogste afdeling van het Nederlandse handbal bij de heren op landelijk niveau. In het seizoen 2009/2010 werd KRAS/Volendam landskampioen. Hellas degradeerde naar de Eerste divisie.
Limburg Wild Dogs moest verplicht degradeerden naar de eerste divisie van het NHV en werd het tweede team van Limburg Lions.

## Opzet
Eerst speelden de tien ploegen een reguliere competitie, de nummers een tot en met zes van deze reguliere competitie speelden in de kampioenspoule, waarvan de beste twee zich kwalificeren voor de Best of Three-serie. De winnaar van deze serie is de landskampioen van Nederland. De nummers zeven tot en met tien speelden in de degradatiepoule. De laagst geklasseerde ploeg in de degradatiepoule degradeerde rechtstreeks naar de eerste divisie. De een na laatste speelde een wedstrijd tegen de winnaar van het periodekampioenschap van de eerste divisie, om één plaats in de eredivisie.

## Teams
| Club                  | Plaats         | Provincie     | Trainers          | Hal              |
| --------------------- | -------------- | ------------- | ----------------- | ---------------- |
| FIQAS/Aalsmeer        | Aalsmeer       | Noord-Holland | Björn Budding     | De Bloemhof      |
| Eurotech/Bevo HC      | Panningen      | Limburg       | Piotr Konitz      | De Heuf          |
| Pals Groep/E&O        | Emmen          | Drenthe       | Peter Portengen   | Harwig Arena     |
| HARO Rotterdam        | Rotterdam      | Zuid-Holland  | Arthur Langedijk  | Albeda College   |
| Hellas                | Den Haag       | Zuid-Holland  | Alex Curescu      | Hellashal        |
| Hurry-Up              | Zwartemeer     | Drenthe       | Peter Janssen     | De Eendracht     |
| Vos Investment/LIONS  | Sittard-Geleen | Limburg       | Aleksandr Rymanov | Glanerbrook      |
| Loreal                | Venlo          | Limburg       | William Gommans   | Craneveld        |
| Van der Voort/Quintus | Kwintsheul     | Zuid-Holland  | René Romeijn      | Van der Voorthal |
| KRAS/Volendam         | Volendam       | Noord-Holland | Martin Vlijm      | Opperdam         |

## Reguliere competitie

### Stand
| Pos | Club                  | Wed | W  | G | V  | Ptn | DV  | DT  | +/−  | Opmerking                           |
| --- | --------------------- | --- | -- | - | -- | --- | --- | --- | ---- | ----------------------------------- |
| 1   | Pals Groep/E&O        | 18  | 15 | 3 | 0  | 33  | 580 | 484 | +96  | Gekwalificeerd voor kampioenspoule  |
| 2   | KRAS/Volendam         | 18  | 15 | 2 | 1  | 32  | 636 | 432 | +204 | Gekwalificeerd voor kampioenspoule  |
| 3   | FIQAS/Aalsmeer        | 18  | 13 | 0 | 5  | 26  | 524 | 446 | +78  | Gekwalificeerd voor kampioenspoule  |
| 4   | Eurotech Bevo HC      | 18  | 11 | 1 | 6  | 23  | 506 | 469 | +37  | Gekwalificeerd voor kampioenspoule  |
| 5   | Vos Investment/LIONS  | 18  | 10 | 2 | 6  | 22  | 523 | 486 | +37  | Gekwalificeerd voor kampioenspoule  |
| 6   | Van der Voort/Quintus | 18  | 9  | 0 | 9  | 18  | 503 | 505 | −2   | Gekwalificeerd voor kampioenspoule  |
| 7   | Loreal                | 18  | 4  | 1 | 13 | 9   | 475 | 574 | −99  | Gekwalificeerd voor degradatiepoule |
| 8   | Hurry-Up              | 18  | 4  | 0 | 14 | 8   | 514 | 619 | −105 | Gekwalificeerd voor degradatiepoule |
| 9   | Hellas                | 18  | 3  | 0 | 15 | 6   | 465 | 572 | −107 | Gekwalificeerd voor degradatiepoule |
| 10  | HARO Rotterdam        | 18  | 1  | 1 | 16 | 3   | 421 | 560 | −139 | Gekwalificeerd voor degradatiepoule |

### Uitslagen
|                       | AAL     | BEV     | E&O     | HAR     | HEL     | HUR     | LIO     | LOR     | QUI     | VOL     |
| --------------------- | ------- | ------- | ------- | ------- | ------- | ------- | ------- | ------- | ------- | ------- |
| FIQAS/Aalsmeer        |         | 25 - 21 | 25 - 33 | 32 - 10 | 35 - 19 | 37 - 21 | 23 - 24 | 33 - 22 | 27 - 24 | 25 - 24 |
| Eurotech/Bevo HC      | 30 - 29 |         | 28 - 29 | 26 - 22 | 36 - 23 | 43 - 28 | 26 - 19 | 30 - 19 | 34 - 26 | 24 - 27 |
| Pals Groep/E&O        | 30 - 26 | 34 - 32 |         | 37 - 23 | 31 - 29 | 37 - 26 | 29 - 27 | 41 - 22 | 32 - 25 | 31 - 31 |
| HARO Rotterdam        | 24 - 25 | 30 - 32 | 27 - 30 |         | 23 - 32 | 37 - 24 | 21 - 35 | 26 - 26 | 22 - 39 | 22 - 38 |
| Hellas                | 27 - 33 | 24 - 25 | 21 - 29 | 31 - 23 |         | 30 - 31 | 26 - 33 | 32 - 34 | 26 - 25 | 28 - 39 |
| Hurry-Up              | 31 - 37 | 28 - 29 | 28 - 34 | 32 - 22 | 31 - 25 |         | 27 - 31 | 35 - 30 | 29 - 36 | 26 - 37 |
| Vos Investment/LIONS  | 23 - 25 | 23 - 23 | 33 - 33 | 35 - 22 | 34 - 24 | 40 - 29 |         | 27 - 26 | 29 - 30 | 23 - 40 |
| Loreal                | 28 - 34 | 24 - 29 | 25 - 30 | 29 - 28 | 37 - 21 | 31 - 30 | 28 - 31 |         | 28 - 29 | 23 - 38 |
| Van der Voort/Quintus | 22 - 27 | 26 - 22 | 27 - 31 | 26 - 25 | 35 - 26 | 30 - 25 | 22 - 32 | ?       |         | 24 - 33 |
| KRAS/Volendam         | 33 - 26 | 33 - 16 | 29 - 29 | 31 - 14 | 38 - 21 | 53 - 33 | 32 - 24 | 43 - 23 | 37 - 20 |         |

## Nacompetitie

### Degradatie poule
| Pos | Club           | Wed | W | G | V | Ptn | DV  | DT  | +/− | BP | Opmerking                                                     |
| --- | -------------- | --- | - | - | - | --- | --- | --- | --- | -- | ------------------------------------------------------------- |
| 1   | HARO Rotterdam | 6   | 5 | 1 | 0 | 12  | 169 | 140 | +29 | 1  |                                                               |
| 2   | Hurry-Up       | 6   | 3 | 1 | 2 | 10  | 158 | 157 | +1  | 3  |                                                               |
| 3   | Loreal         | 6   | 2 | 0 | 4 | 8   | 166 | 178 | −12 | 4  | Best of two tegen winnaar periodekampioenschap eerste divisie |
| 4   | Hellas         | 6   | 1 | 0 | 5 | 4   | 152 | 170 | −18 | 2  | Directe degradatie naar eerste divisie                        |

### Kampioenspoule
| Pos | Club                  | Wed | W | G | V | Ptn | DV  | DT  | +/− | BP | Opmerking                         |
| --- | --------------------- | --- | - | - | - | --- | --- | --- | --- | -- | --------------------------------- |
| 1   | KRAS/Volendam         | 10  | 9 | 0 | 1 | 23  | 325 | 245 | +80 | 5  | Gekwalificeerd voor Best of Three |
| 2   | Pals Groep/E&O        | 10  | 7 | 0 | 3 | 20  | 291 | 277 | +14 | 6  | Gekwalificeerd voor Best of Three |
| 3   | Eurotech/Bevo HC      | 10  | 6 | 0 | 4 | 15  | 261 | 273 | −12 | 3  |                                   |
| 4   | FIQAS/Aalsmeer        | 10  | 5 | 0 | 4 | 14  | 262 | 250 | +12 | 4  |                                   |
| 5   | Vos Investment/LIONS  | 10  | 2 | 0 | 8 | 6   | 247 | 280 | −33 | 2  |                                   |
| 6   | Van der Voort/Quintus | 10  | 1 | 0 | 9 | 3   | 238 | 299 | −61 | 1  |                                   |

1. 1 2 3 4  Speelt volgend seizoen Benelux Liga

## Best of Three
| 15 mei 2010 | Pals Groep/E&O | 23 - 29 | KRAS/Volendam | Harwig Arena, Emmen |
| 15 mei 2010 |                |         |               | Harwig Arena, Emmen |
| 15 mei 2010 |                |         |               | Harwig Arena, Emmen |

| 29 mei 2010 | KRAS/Volendam | 30 - 20 | Pals Groep/E&O | Opperdam, Volendam |
| 29 mei 2010 |               |         |                | Opperdam, Volendam |
| 29 mei 2010 |               |         |                | Opperdam, Volendam |

|  | Pals Groep/E&O | v | KRAS/Volendam | Harwig Arena, Emmen |
|  |                |   |               | Harwig Arena, Emmen |
|  |                |   |               | Harwig Arena, Emmen |

## Beste handbalsters van het jaar
In de verkiezing handballer en handbalster van het jaar werden de volgende prijzen verdeeld: 
| Categorie           | Winnaar             | Club           |
| ------------------- | ------------------- | -------------- |
| Keeper              | Martijn Cappel      | KRAS/Volendam  |
| Linkeropbouwer      | Herman Tol          | KRAS/Volendam  |
| Rechteropbouwer     | Niels Reijgersberg  | KRAS/Volendam  |
| Middenopbouwer      | Joeri Verjans       | Huyser/E&O     |
| Linkerhoek          | Jeffrey Boomhouwer  | FIQAS/Aalsmeer |
| Rechterhoek         | Bastian Dörenkämper | KRAS/Volendam  |
| Cirkel              | Léon van Schie      | Huyser/E&O     |
| Trainer             | Martin Vlijm        | KRAS/Volendam  |
| Talent van het jaar | Iso Sluijters       | Huyser/E&O     |